# Nebbio

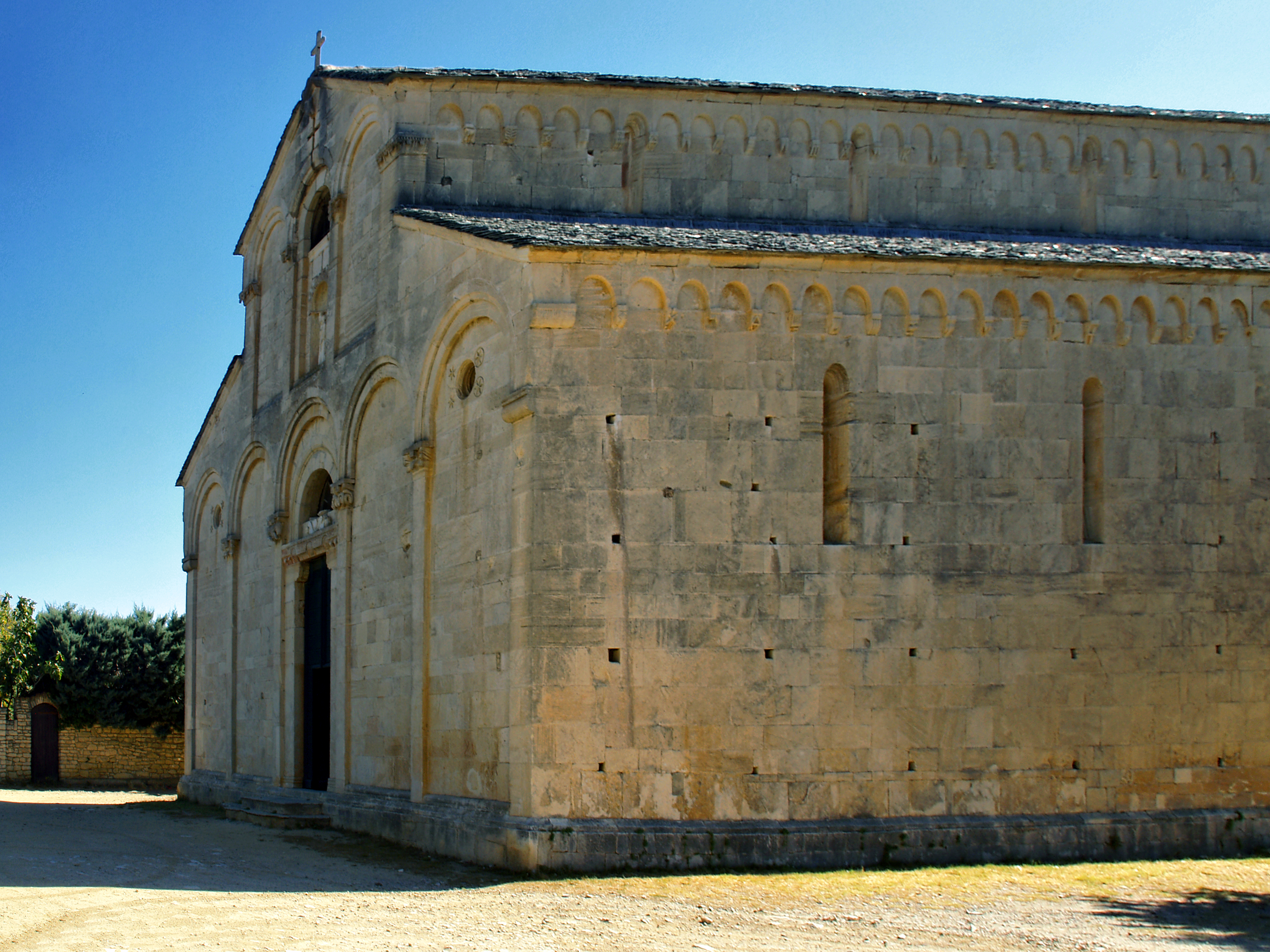
Dawna katedra diecezjalna

Nebbio (łac. Bebiensis) – stolica historycznej diecezji we Francji erygowanej w V wieku, a włączonej w 1801 w skład diecezja Ajaccio. 
Współcześnie w pobliżu miasta Saint-Florent znajduje się w regionie Korsyka we Francji. Obecnie katolickie biskupstwo tytularne ustanowione w 2002 przez papieża Jana Pawła II. 

## Biskupi tytularni
| Lp. | Biskup            | Funkcja             | Od              | Do |
| --- | ----------------- | ------------------- | --------------- | -- |
| 1   | Francisco Padilla | nuncjusz apostolski | 1 kwietnia 2006 |    |